# Las Palmas de Gran Canaria
Las Palmas de Gran Canaria ou Palmas da Grã-Canária é um município espanhol localizado no nordeste da ilha de Grã Canária. É uma das capitais da comunidade autónoma das Canárias (juntamente com a cidade de Santa Cruz de Tenerife). Tem 100,55 km² de área e em 2021 tinha 378 675 habitantes (densidade: 3 766 hab./km²).
Las Palmas é a maior cidade das Ilhas Canárias, sua área metropolitana abriga mais de 600 000 habitantes. Sua altitude é de 8 metros acima do nível do mar (na parte mais ao sul). O clima é de baixa pluviosidade, com uma temperatura média de cerca de 22°C.
A cidade, fundada em 1478, foi considerada a capital de fato das Ilhas Canárias até o século XVII. Atualmente abriga a sede permanente da Delegação do Governo da Espanha no arquipélago, da Presidência do governo autônomo em períodos alternados e de outras instituições como a África House.
Em 2011, Puerto de la Luz foi premiado com o prestígio internacional da revista "Sonho destinos mundiais de cruzeiro" com o prêmio para o melhor porto de conexão, pois oferece transporte, hotéis, manuseio de bagagem a nível global de turismo, consolidando a cidade como um dos principais destinos deste tipo.

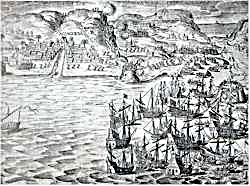
Ataque de Pieter van der Does à cidade numa gravação holandesa do século XVII

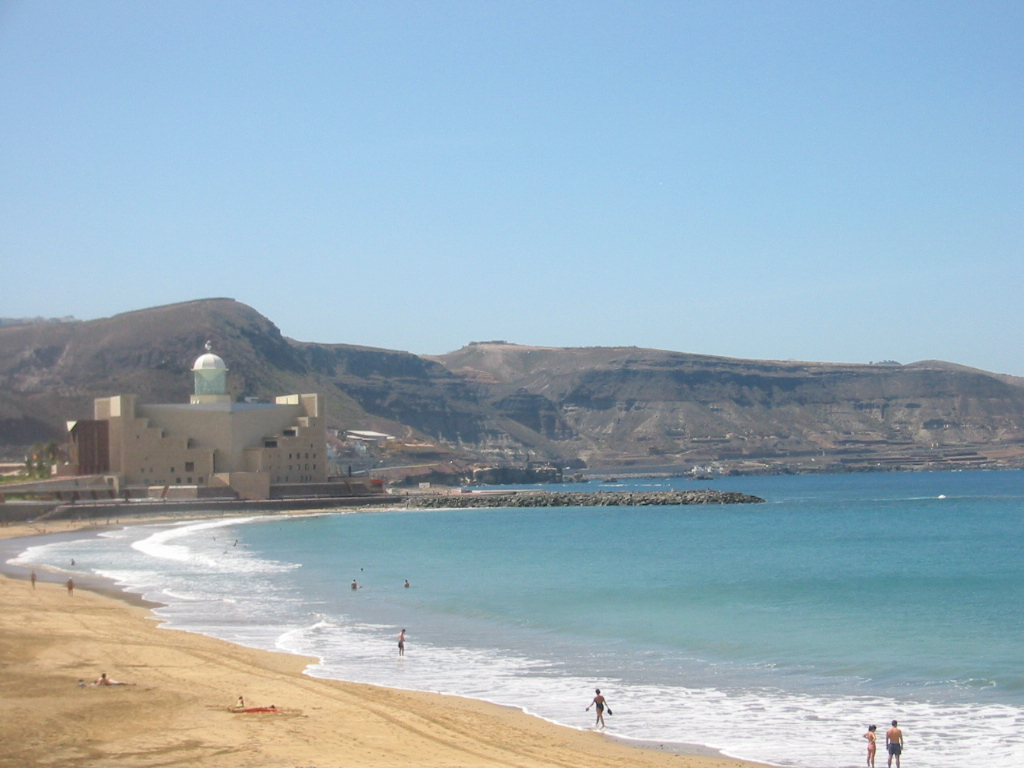
Praia de las Canteras em Las Palmas de Gran Canaria

## História

### Fundação
As origens da fundação da cidade de Las Palmas de Gran Canaria se originam em 1478, mais precisamente no dia 24 de Junho (Dia de Verão), em que John Rejon, capitão da Coroa de Castela, começou a conquista da ilha Grã Canária.
A luta durou cinco anos, custando muitas vidas, particularmente no lado dos antigos canários, por falta de meios para se defender contra os exércitos comandados pelos Reis Católicos. Ainda assim, a resistência foi feroz. O fim da conquista viria em 1483, com a incorporação da ilha para a Coroa de Castela por D. Pedro de Vera, que conseguiu subjugar os aborígines de Gáldar no noroeste da ilha.
Em 1485 mudou-se a diocese do Rubicon para o Real de Las Palmas. A importância da cidade iria crescer lentamente, tornando-se o Bispo das Canárias, o primeiro tribunal da Inquisição, a Corte Real das Canárias e da residência do Capitão Geral das Canárias. Embora La Palma não seja entendida como capital de maneira legal e real atualmente, por conter a residência do Capitão General e por ter sido considerada capital nos séculos XVI e XVII,  continuou sendo considerada a capital honorária das Ilhas Canárias.
Durante os primeiros séculos de origem, a cidade tornou-se muito ativa economicamente, principalmente devido ao comércio de cana-de-açúcar. No século XVII houve uma recessão por causa de uma trégua nas exportações de produtos agrícolas para a América e Europa. Durante a idade de ouro a ilha foi local das investidas de piratas, que duraram até o século XVIII.

### Ataques piratas
Ao final do século XV, a cidade era protegida apenas por uma fortaleza, encravada nas montanhas da península de La Isleta. Este forte, localizado a cinco quilômetros do centro urbano, nas imediações de onde hoje está localizado o Castelo da Luz, era o mais próximo para defendê-la no caso de ataque. Esta precariedade defensiva manteve-se até os últimos decênios do século XVI, quando já se notava uma ameaça de corsários e frotas estrangeiras. Desde então, começou a ser construído na cidade um sistema de fortificações mais apropriado. Assim, ergueram-se pequenos baluartes no litoral, dos quais permanece até os dias atuais o Torreão de São Pedro Mártir, conhecido popularmente como "Castelo de São Cristóvão", no ano de 1577. Desta mesma época, datam as muralhas que fechavam a cidade pelos seus lados norte e sul, que vieram marcar os limites da sua expansão urbana. Até hoje, são conservados vestígios destas, exatamente nas proximidades do chamado Castelo de Mata, em processo de restauração para converter-se num futuro museu da cidade.
Estas fortificações não foram suficientes para a desistência da esquadra de navios ingleses, comandada por John Hawkin e Francis Drake, que, no final do século XVI (1595), tentou, sem êxito, desembarcar no litoral de Las Palmas, com o intuito de saqueá-la. Supostamente, este ataque foi o primeiro combate da desastrosa expedição inglesa contra a América espanhola, que acabaria com a derrota dos ingleses, custando a vida tanto a Drake, como a Hawkins. Porém não impediram a Grande Armada Holandesa, comandada pelo almirante Peter van der Does, que se chegou à cidade em 26 de junho de 1599. Nesta ocasião, Las Palmas foi assediada durante dois dias, e, finalmente, após duros e sangrentos combates, tomada na tarde de 28 de junho, pelas forças holandesas, formadas por mais de 6 000 soldados e 74 navios. Combatidos pelas milícias insulares, que conseguiram fazer-lhes frente e vencer algumas batalhas, os invasores permaneceram na cidade por mais alguns dias. Durante este tempo, saquearam a Catedral das Canárias, dedicada a Sant'Ana, padroeira principal da cidade de Las Palmas, as Casas Consistoriais, conventos e numerosas igrejas, assim como algumas residências e mansões. Finalmente, em 4 de julho, os holandeses foram obrigados a deixar a cidade,não sem antes a incendiaram. As chamas afetaram numerosas casas, conventos, hospitais, capelas, igrejas e edifícios públicos, alguns dos quais foram completamente destruídos. Também se perderam numerosas obras de arte, entre elas os retábulos, altares e imagens da catedral. Todavia, não foi destruído o templo da catedral, graças à solidez da sua construção. Esta foi, portanto, a maior invasão da história da cidade.

### História recente

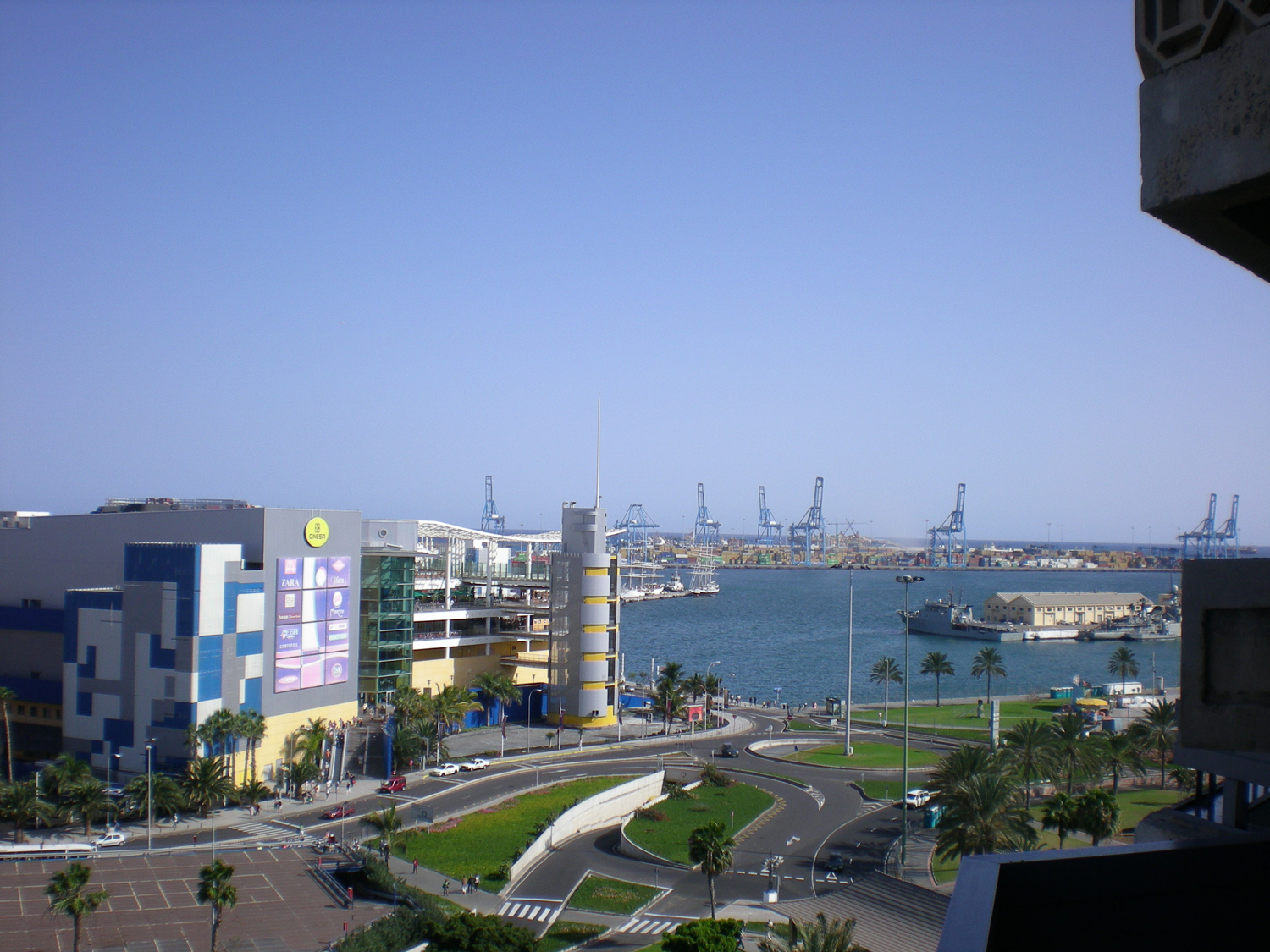
Porto da Luz atualmente

No século XIX, houve um feito de importância vital para a economia da cidade: a instauração dos portos francos. Tratava-se de um regime econômico especial, que favorecia as relações comerciais do arquipélago. Ele fez com que numerosos barcos e navios atracaram na ilha, representando a semente daquilo que posteriormente se converteria na principal fonte de riqueza da atualidade: o turismo. Deste interesse inicial pelo turismo, nasceu em 1830 o primeiro hotel de Grã Canária, o Hotel Santa Catalina, que permanece aberto até os dias atuais.
Em 1927, um Decreto Real da Ditadura de Primo de Rivera pôs fim à província das Canárias. Ele propiciou o nascimento das novas províncias de Santa cruz de Tenerife e a de Las Palmas. Las Palmas de Gran Canaria converteu-se na capital desta última, que integrou as ilhas de Grã Canária, Lanzarote e Fuerteventura. Com esta medida, tentou-se por fim à luta pelo controle econômico e político das ilhas, o que fez nascer o chamado pleito insular.
Francisco Franco, como general de divisão comandante militar das Ilhas Canárias, depois de declarar o Estado de Guerra em todo o arquipélago, partiu, em 18 de julho de 1936, desde Las Palmas de Gran Canaria até a África, na rebelião que conduziu ao começo da Guerra Civil Espanhola. No Hotel Madrid, conserva-se intacto o quarto no qual pernoitou o general no dia anterior ao golpe de estado contra a república.
Em 1937, ainda em plena Guerra Civil Espanhola, o município de San Lorenzo foi anexado a Las Palmas de Gran Canaria, após o fuzilamento do seu prefeito Juan Santana Vega e parte de seu secretariado, eleito durante a Segunda República Espanhola, ficando este reduzido a um mero distrito da capital insular.
Vários lustros após o final da Segunda Guerra Mundial, notaram-se certos sintomas de recuperação turística, que se materializaram no natal de 1957, quando aterrissou no Aeroporto de Gran Canária um avião da companhia sueca Transair AB, com 54 passageiros. Acabava de iniciar-se a era do turismo, principal motor econômico da ilha e do arquipélago canário na atualidade. Durante os anos de 70 e 80, Las Palmas perdeu seu caráter turístico, em benefício dos municípios do sul da ilha.
Seguindo a restauração democrática de 1977, a cidade teve prefeitos de diferentes partidos, se bem que apenas Juan Rodriguez Doreste (PSOE) e José Manuel Soria López (PP) desfrutaram de mandatos duradouros. O atual prefeito é Juan José Cardona, do Partido Popular, eleito em 2011.

## A cidade
De acordo com o Instituto Nacional de Estadística da Espanha (INE), em janeiro de 2009, residiam em Las Palmas de Gran Canaria, população que cresce diariamente, devido ao afluxo de pessoas que saem dos núcleos urbanos próximos (tais como Talde, Arucas, Gáldar, etc), para desenvolver seus labores na capital insular. Está integrada na Região Metropolitana de Las Palmas de Gran Canária, que é a décima maior da Espanha, com 616 903 habitantes.

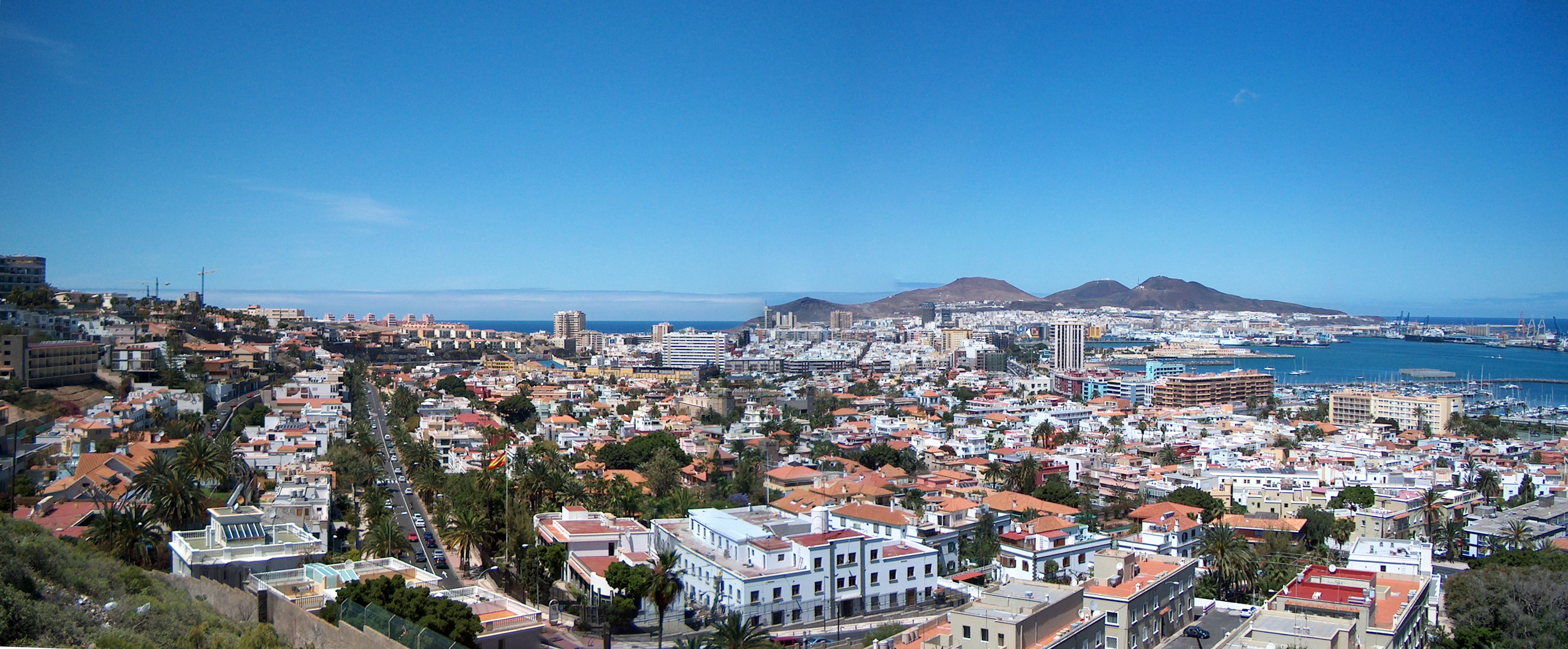
Vista de Las Palmas de Gran Canaria

Segundo a Universidade de Syracuse, Las Palmas de Gran Canaria é a cidade com o melhor clima do mundo.
Este estudo, publicado em 1996, analisou 600 cidades com popularidade como destino turístico. Baseou-se em variáveis climáticas, como a temperatura média anual, que na cidade é de 22 graus centígrados. Para este clima, contribui o fato de que a cidade se estende linearmente entre as duas faixas costeiras (por um lado, o eixo Avenida Marítima/Praia das Alcaravaneras, por outro, a Praia de las Canteras): a dupla brisa que recebe de ambas permite uma melhor dispersão da poluição e uma maior refrigeração do ambiente.
A cidade possui diversos parques e praças, como os de Santa Catalina, San Telmo, Doramas e Romano, aos que se somam outros mais recentes, como o parque de Las Rehoyas (com 100 000 m²) e o parque João Paulo II (con 120 000 m², que é o maior das Canárias, apesar de que será superado pelo parque de La Mayordomía, no bairro de Tamaraceite, quando este estiver concluído).
A cidade conta com infraestruturas de diversas épocas históricas. A catedral de Canarias, localizada no bairro de Vegueta (o mais antigo de Las Palmas de Gran Canaria) é um edifício emblemático da cidade. Em relação aos edifícios modernos, destaca-se o Auditório Alfredo Kraus, no qual se realizam eventos internacionais e nacionais. Está situado junto à praia de las Canteras, e foi nomeado em homenagem ao tenor Alfredo Kraus, nascido na cidade. Também o Teatro Pérez Galdós é um edifício emblemático da cidade, reformado recentemente. Outra mostra é a torre Woermann, um bom exemplo de modernismo na cidade, que com seus 76 metros, destaca-se como um dos edifícios mais altos da cidade.
A cidade baixa apresenta uma distribuição linear ao longo da costa, com uma artéria principal, a Avenida Marítima, que a atravessa de ponta a ponta. Desde o início do milênio, com a criação da rodovia de contorno, muitos pontos da cidade são acessíveis sem ter que atravessar o centro urbano.

### Clima
| Dados climatológicos para Las Palmas, Espanha                     | Dados climatológicos para Las Palmas, Espanha | Dados climatológicos para Las Palmas, Espanha | Dados climatológicos para Las Palmas, Espanha | Dados climatológicos para Las Palmas, Espanha | Dados climatológicos para Las Palmas, Espanha | Dados climatológicos para Las Palmas, Espanha | Dados climatológicos para Las Palmas, Espanha | Dados climatológicos para Las Palmas, Espanha | Dados climatológicos para Las Palmas, Espanha | Dados climatológicos para Las Palmas, Espanha | Dados climatológicos para Las Palmas, Espanha | Dados climatológicos para Las Palmas, Espanha | Dados climatológicos para Las Palmas, Espanha |
| Mês                                                               | Jan                                           | Fev                                           | Mar                                           | Abr                                           | Mai                                           | Jun                                           | Jul                                           | Ago                                           | Set                                           | Out                                           | Nov                                           | Dez                                           | Ano                                           |
| ----------------------------------------------------------------- | --------------------------------------------- | --------------------------------------------- | --------------------------------------------- | --------------------------------------------- | --------------------------------------------- | --------------------------------------------- | --------------------------------------------- | --------------------------------------------- | --------------------------------------------- | --------------------------------------------- | --------------------------------------------- | --------------------------------------------- | --------------------------------------------- |
| Temperatura máxima média (°C)                                     | 20,6                                          | 21,0                                          | 21,8                                          | 22,1                                          | 23,6                                          | 24,7                                          | 26,5                                          | 27,1                                          | 27,1                                          | 25,8                                          | 23,8                                          | 21,8                                          | 23,7                                          |
| Temperatura mínima média (°C)                                     | 14,7                                          | 14,9                                          | 15,4                                          | 15,7                                          | 17,0                                          | 18,7                                          | 20,4                                          | 21,2                                          | 21,2                                          | 19,7                                          | 17,9                                          | 15,7                                          | 17,7                                          |
| Precipitação (mm)                                                 | 18                                            | 24                                            | 14                                            | 7                                             | 2                                             | 0                                             | 0                                             | 0                                             | 10                                            | 13                                            | 18                                            | 27                                            | 133                                           |
| Fonte: World Meteorological Organization (UN) 1 de agosto de 2010 |                                               |                                               |                                               |                                               |                                               |                                               |                                               |                                               |                                               |                                               |                                               |                                               |                                               |

A localização do arquipélago, junto ao Trópico de Câncer, e a influência dos ventos alísios proporcionam a Las Palmas de Gran Canaria temperaturas médias de 17º centígrados no inverno, e 25º no verão. Os alísios - vindos do norte europeu - trazem ar fresco e úmido. As nuvens procedentes do continente filtram os raios solares e a corrente marinha de águas frias do Golfo regula as oscilações térmicas, tornando-as mais suaves. O resultado, segundo o departamento de climatologia da Universidade de Syracuse (EUA), torna Las Palmas a cidade com o melhor clima do mundo.

### Limites
|               | Norte: Oceano Atlântico    |                         |
| Oeste: Arucas | Las Palmas de Gran Canaria | Leste: Oceano Atlântico |
|               | Sul: Santa Brígida         |                         |

## Demografia

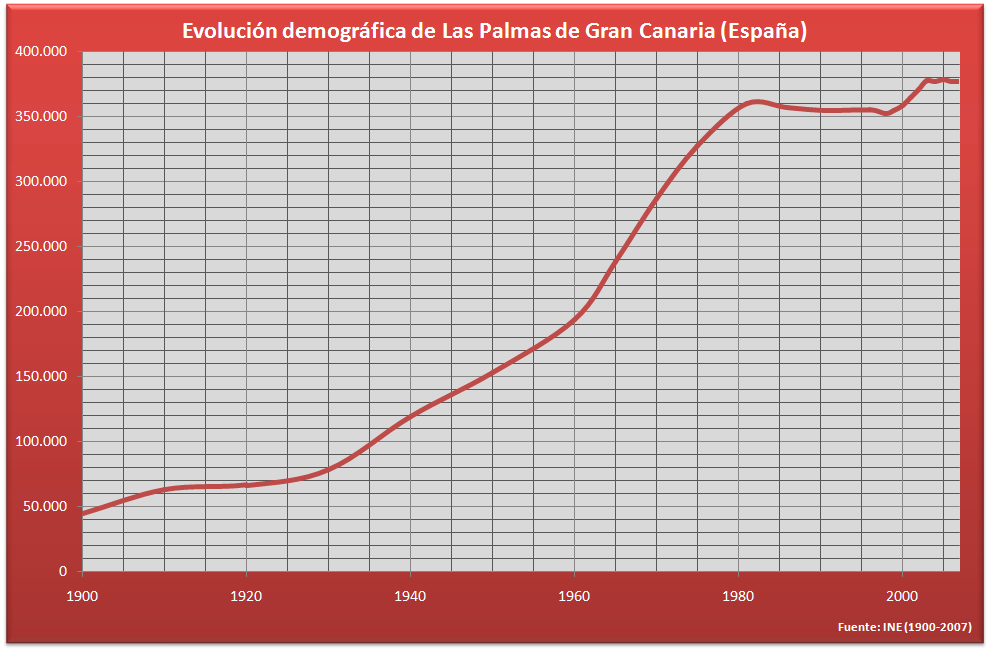
Evolução demográfica de Las Palmas de Gran Canaria (1900-2006)

Evolução demográfica de Las Palmas de Gran Canaria desde 1842
Fonte: Instituto Nacional de Estatística da Espanha (INE)

## Região metropolitana
A região metropolitana de Las Palmas de Gran Canaria é a mais populada das Ilhas Canárias. Pode-se distinguir um primeiro anel imediato e outro mais amplo. O primeiro inclui os  municípios limítrofes (Telde, Arucas, Santa Brígida e Teror), com uma população de 540 415 habitantes (2005), onde se concentra boa parte da atividade industrial e comercial da ilha. Por sua parte, o anel mais amplo coincide praticamente com o que estabelece a lei de grandes cidades, abrangendo um raio de 20 km: dentro deste anel, habitam 619 565 pessoas. Se forem tomadas como referência as conurbações norte, sul e centro de Las Palmas de Gran Canaria com outras localidades da ilha, esta cifra ascende a mais de 700 000 habitantes.

## Praias

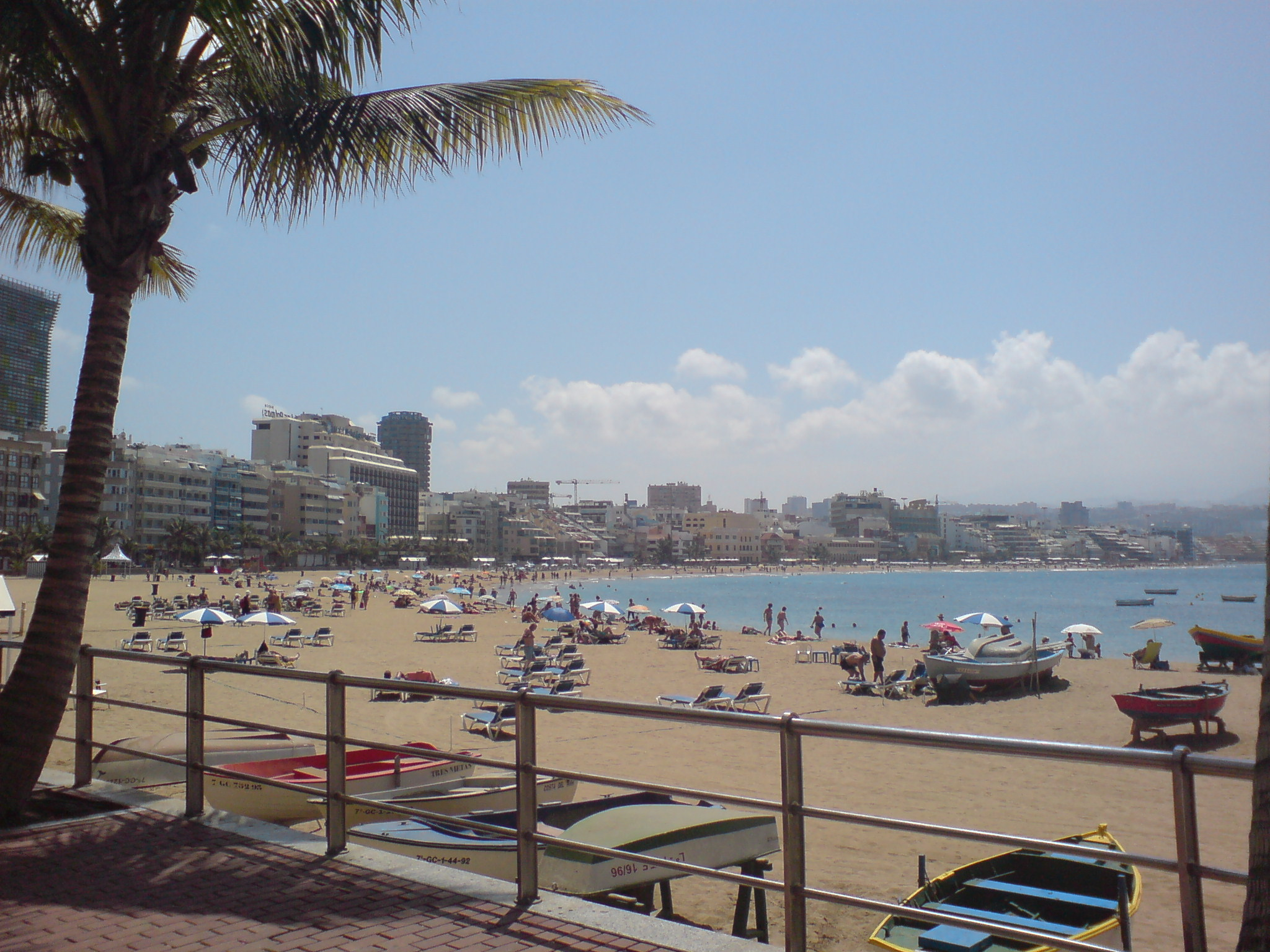
Vista de Las Canteras desde La Puntilla, arco setentrional

A cidade conta com cinco praias, das quais a mais importante é a de Las Canteras. As outras quatro praias da la capital são Las Alcaravaneras, El Confital, San Cristóbal e La Laja
Além disso, a praia de Las Canteras conta com o certificado UNE-EN ISO 14001, do AENOR, que só possuem na Espanha as praias de La Concha - em San Sebastián - e La Victoria - em Cádiz - pela implantação de um sistema para a gestão integrada do meio ambiente.
A outra praia mais concorrida da cidade é Las Alcaravaneras, situada junto ao Cais Desportivo e nas águas do Porto da Luz, que está localizada entre dois clubes náuticos.

## Organização político-administrativa

### Governo
O município de Las Palmas de Gran Canaria é governado pela Prefeitura de de Las Palmas de Gran Canaria, cujos representantes elegem-se a cada quatro anos, por sufrágio universal de todos os cidadãos espanhóis e da União Europeia maiores de 18 anos de idade que estejam alistados no município. Nas eleições de 22 de maio de 2011, o vencedor foi o Partido Popular, com 16 conselheiros de 29, seguido pelo PSOE-PSC com 9 conselheiros, outros 2 conselheiros para Compromiso por Gran Canaria e, por último, outros 2 conselheiros para Nueva Canarias. Deste modo, o popular Juan José Cardona tornou-se prefeito, desbancando o socialista Jeronimo Saavedra, que governava a cidade com maioria absoluta entre 2007 e 2011.
| Partido político                         | Eleições municipais espanholas de 2011 | Eleições municipais espanholas de 2011 | Eleições municipais espanholas de 2011 |
| Partido político                         | %                                      | Conselheiros                           |                                        |
| Partido Popular (PP)                     | 43,21                                  | 16                                     |                                        |
| Partido Socialista Obrero Español (PSOE) | 23,05                                  | 9                                      |                                        |
| Compromiso por Gran Canaria              | 6,98                                   | 2                                      |                                        |
| Nueva Canarias (NC)                      | 6,12                                   | 2                                      |                                        |

### Distritos
Las Palmas de Gran Canaria está dividida administrativamente em cinco distritos, que, por sua vez, subdividem-se em bairros, não necessariamente coincidentes com os bairros tradicionais. Cada um dos distritos está administrado por uma Junta Municipal Distrital, com competências focadas na canalização da participação cidadã dos mesmos. A última divisão administrativa de Las Palmas de Gran Canaria data do ano de 2004 e estrutura a cidade e seu município nos seguintes distritos e bairros (dados populacionais de 2006):

Distritos municipais de Las Palmas de Gran Canaria; las cifras correspondem com a numeração oficial da esquerda

Dt1 - Vegueta, Cono Sur e Tafira (75.877 hab.): Aglutina quatro disseminados (La Montañeta, Los Hoyos, Marzagán y Tafira) e os bairros de Campus Universitario, Casablanca I, Cuesta Ramón, El Batán, El Fondillo, El Lasso, El Secadero, Hoya de La Plata, Jinámar (Fase III), La Calzada, La Cantera, La Data, La Montañeta, Llano de Las Nieves, Llanos de La Barrera, Lomo Blanco, Lomo de Enmedio, Lomo El Sabinal, Lomo Verdejo, Los Hoyos, Marzagán, Mercalaspalmas, Monteluz, Montequemado, Pedro Hidalgo, Pico Viento, Salto del Negro, San Cristóbal, San Francisco de Paula, San Juan - San José, San Roque, Santa Margarita, Tafira Alta, Tafira Baja, Três Palmas, Vega de San José, Vegueta, Zárate e Zurbarán.
Dt2 - Centro (88.546 hab.): Bairros de Alcaravaneras, Canalejas, Casablanca III, Ciudad del Mar, Ciudad Jardín, Fincas Unidas, La Paterna, Lomo Apolinario, Los Tarahales, Lugo, Miller, Miller Industrial, San Francisco - San Nicolás, Triana; e disseminado de Las Palmas de Gran Canaria.
Dt3 - Puerto-Canteras (72.345 hab.): Guanarteme, El Confital, El Rincón, El Sebadal, La Isleta, La Puntilla, Las Coloradas, Nueva Isleta, Santa Catalina e Las Canteras.
Dt4 - Ciudad Alta (101.684 hab.): Altavista, Chumberas, Cuevas Torres, Díaz Casanova, Don Zoilo, El Cardón, Escaleritas, La Feria, La Minilla, Las Rehoyas, Las Torres, Las Torres Industrial, Rehoyas Altas, San Antonio, San Lázaro e Schamann.
Dt5 - Tamaraceite-San Lorenzo (39.191 hab.): Disseminados de Almatriche, Los Giles, San Lorenzo, Tamaraceite y Tenoya; e bairros de Almatriche Alto, Almatriche Bajo, Cañada Honda, Casa Ayala, Ciudad del Campo, Costa Ayala, Cruz del Ovejero, Cuevas Blancas, Dragonal Alto, Dragonal Bajo, El Pintor, El Román, El Roque, El Toscón, El Zardo, Hoya Andrea, Isla Perdida, La Cazuela, La Cruz, La Galera, La Milagrosa, La Palma, La Suerte, Ladera Alta, Las Cuevas, Las Majadillas, Las Mesas, Las Perreras, Llanos de María Rivera, Lomo Corcobado, Lomo Los Frailes, Los Giles, Masapez, Piletas, Risco Negro, San José del Álamo, San Lorenzo, Siete Puertas, Tamaraceite e Tenoya.

## Transportes
O serviço oferecido pela empresa Guaguas Municipales conta com uma estação principal (San Telmo, compartilhada com a empresa de transporte interurbano Global), dois terminais especiais (Teatro e Manuel Becerra, conhecida como Puerto) e três terminais de baldeação (Santa Catalina, compartilhado com Global, Hoya de la Plata e Tamaraceite (em construção).
Guaguas Municipales oferece 40 linhas de transporte urbano, que percorrem tanto a parte baixa quanto a alta da cidade. As linhas principais são a 1 (Teatro - Puerto), 2 (Alameda de Colón - Puerto), 12 (Puerto - Hoya de la Plata) y 30 (Alameda de Colón - Santa Catalina, por Las Rehoyas). Além disso, existem duas linhas circulares (0A: Santa Catalina - Santa Catalina, por Alcaraveneras) e 0B (Santa Catalina - Santa Catalina, por Ciudad Alta).
Global, companhia de guaguas interurbanas, possui 119 linhas, muitas com origem ou destino à capital. Esta companhia surgiu no ano 2000, produto da fusão das antigas linhas  interurbanas Salcai e Utinsa.
Também existe a Guagua Turística, que percorre os locais de maior interesse da cidade, com guias em vários idiomas.
O Tren de Gran Canaria (TG) é um projeto de linha férrea proposto inicialmente como alternativa para ir de Las Palmas de Gran Canaria a Maspalomas, embora que posteriormente se tenha planejado sua prolongação até Agaete.
Outro projeto é o Tranvía de Las Palmas (de Gran Canaria), que percorreria a cidade baixa, da mesma forma que atualmente o realiza a linha 1 de guaguas, com uma frequência média de 5 minutos e um tempo de percurso de 35 minutos.

## Cultura
Las Palmas de Gran Canaria oferece uma agenda cultural relativamente ampla e variada: teatro, cinema, ópera, concertos, artes plásticas e dança são espetáculos habituais em cartaz na cidade, destacando-se, especialmente, o Festival de Música de Canarias, o de Teatro e Dança e o Festival Internacional de Cinema.

### Teatros

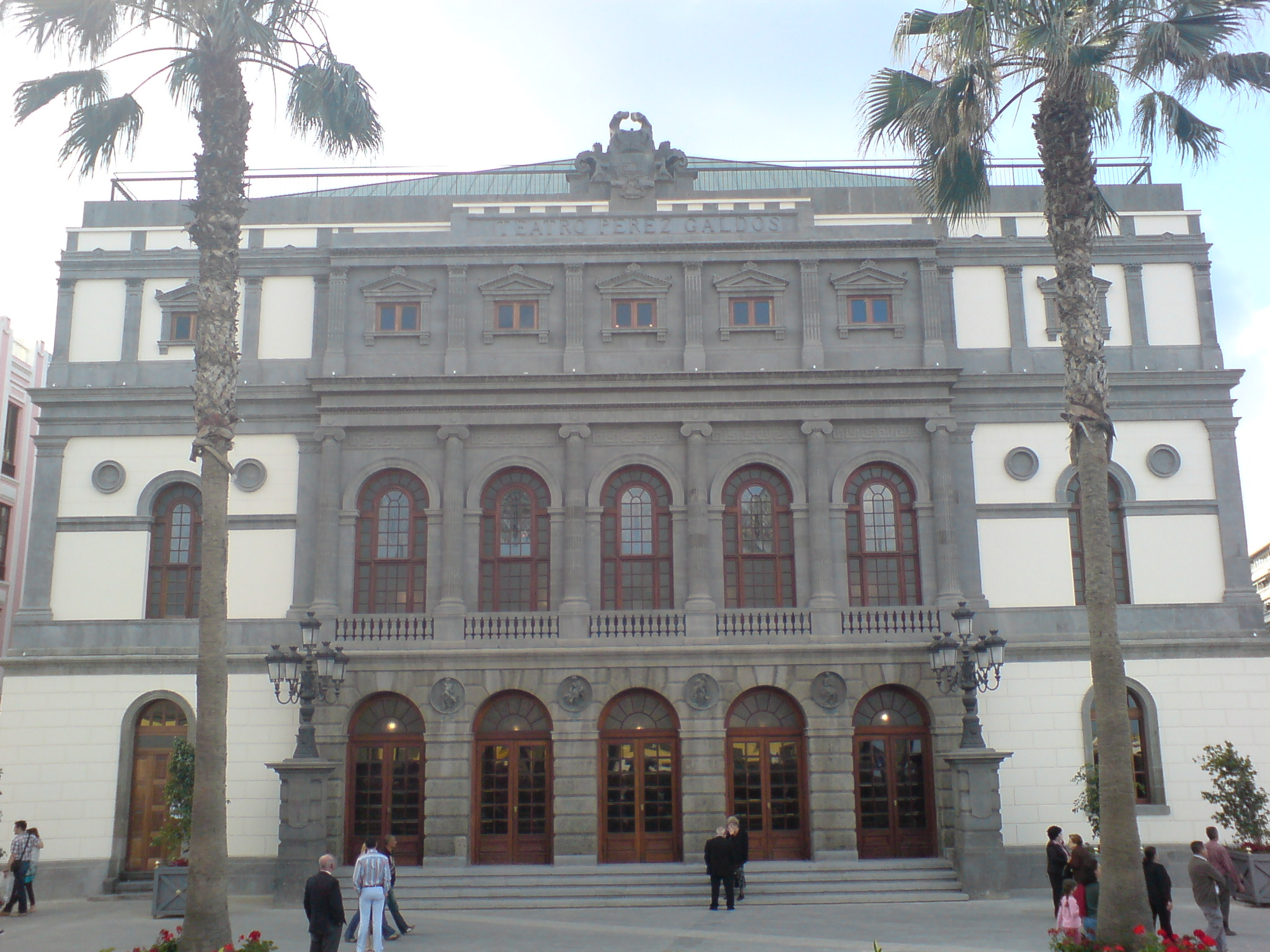
Fachada do Teatro Pérez Galdós

- O Teatro Pérez Galdós foi projetado pelo arquiteto Francisco Jareño y Alarcón em 1867. Seu aspecto atual, com algumas modificações, deve-se às intervenções de Fernando Navarro e Miguel Martín Fernández de la Torre, após o incêndio que o destruiu quase por completo em 1928. Este último contou com a colaboração de seu irmão, o pintor Néstor de la Torre, que se encarregou de decorar a plateia, o salão e o palco. A princípio, chamou-se Teatro de Tirso de Molina, até que, em 1940, coincidindo com a estreia de "Electra", adaptou o nome do escritor canário Benito Pérez Galdós. Após obras de remodelação, o teatro reabriu suas portas novamente em abril de 2007.
- O Teatro Cuyás, no palco do antigo Cine Cuyás, é uma obra do arquiteto racionalista canário Miguel Martín Fernández de la Torre. Sua sala principal possui capacidade para 940 pessoas, divididas entre o repartidas entre a plateia e dois anfiteatros. Possui, além disso, um amplo pátio, que permite a organização de eventos ao ar livre. Atualmente, está sendo construído uma sala alternativa e de ensaios, com capacidade para uma centena de espectadores.
- A Sala Insular de Teatro é um espaço cênico peculiar, que se ergue na nave principal de uma antiga igreja. Em 2007, após algumas obras de remodelação, a sala voltou a abrir suas portas ao público, recebendo pequenas montagens de companhias locais.
- O Teatro Guiniguada, reaberto em 27 de março de 2011, após sua reforma, que foi iniciada em junho de 2000 e um investimento público que superou os 6 milhões de euros.

### Auditórios e palácios de congressos

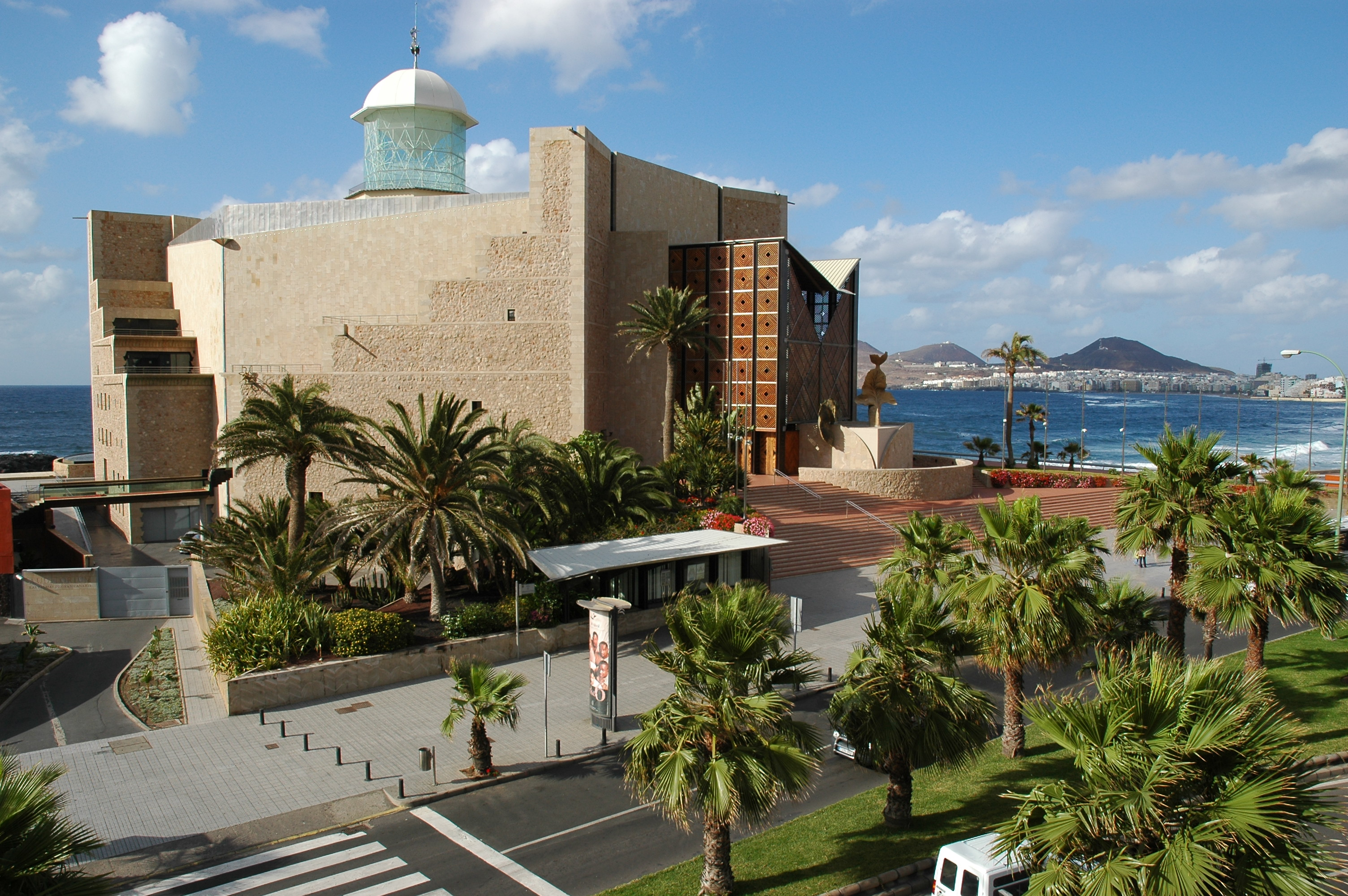
Auditório Alfredo Kraus

- O Auditório Alfredo Kraus localiza-se às margens do Atlântico, junto à Praia de Las Canteras, em uma das regiões mais privilegiadas da cidade. Conta com 13 200 m², nos quais se dispõem 11 salas, que permitem acolher desde concertos até convenções e grandes congressos.
- O Palácio de Congressos de Gran Canaria está instalado nas instalações da Institución Ferial de Canarias, com uma capacidade para 800 pessoas em 16 000 m².
- O Centro de Iniciativas da Caixa Econômica das Canárias (Caja de Ahorro de Canarias) (CICCA) ocupa um dos edifícios realizados na metade do século XIX no bairro de Triana, pelo arquiteto Manuel Ponce de León. É um pequeno centro de congressos com a mais avançada tectonologia e capacidade para 500 pessoas.

### Artes plásticas: museus e salas de exposições

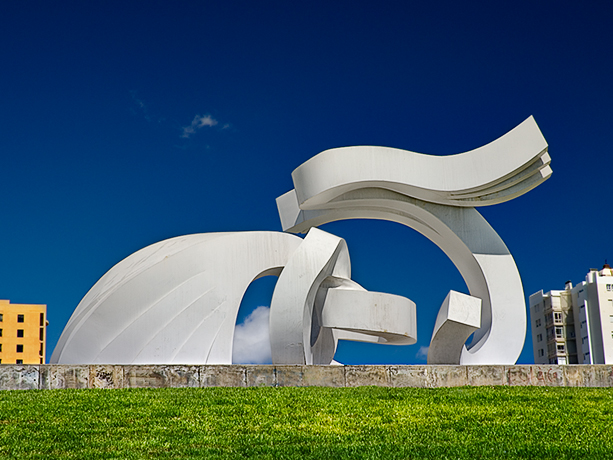
Lady Harimaguada, Martín Chirino

- O Centro Atlântico de Arte Moderna (CAAM), inaugurado em 1989, é uma das mais importantes referências da vida cultural e artística das Ilhas Canárias. Encarrega-se de divulgar a arte produzida nas ilhas em relação com o resto do mundo, especialmente com a África, América e Europa. Possui exposições temporárias e permanentes que se cobrem desde as  vanguardas históricas até as últimas tendências. Localizado na rua de Los Balcones de Vegueta, conserva a fachada original do século XVIII.
- O Museu Canário encontra-se no bairro histórico de Vegueta. Foi fundado em 1879. Trata-se de uma sociedade científico-cultural de alcance internacional, associada ao Conselho Superior de Investigações Científicas (CSIC). Conta com uma valiosa coleção objetos arqueológicos canários, que se exibem em 16 salas. Está dotado, além disso, de uma biblioteca com mais de 60 000 volumes, muitos dos quais sobre temas canários. Sua hemeroteca (biblioteca de periódicos) abrange desde 1785 até os dias atuais.
- A Casa-Museu Pérez Galdós está localizada no outro bairro histórico da cidade, o de Triana. Trata-se da casa natal de Benito Pérez Galdós. Aqui, está o melhor registro documental sobre este novelista grancanário, com uma ampla coleção de documentos, livros, móveis e objetos pessoais do escritor. Sobretudo, no coração da Praça da Feira (Plaza de la Feria), pode-se contemplar a escultura de Benito Pérez Galdós, construída pelo Pablo Serrano, na qual anualmente se deposita la tradicional oferenda floral celebrando o nascimento do escritor.
- A  Casa-Museu de Colombo (Casa Museo de Colón) localiza-se na Praça de Santo Antônio Abade (Plaza de San Antonio Abad), aos fundos da catedral. Sua exposição versa  sobre a história das Canárias e sua relação com a América. Possui 13 salas de exposições permanentes, uma biblioteca e um centro de estudos especializado, assim como diversos espaços destinados a atividades temporárias.  O complexo consta de várias casas, uma das quais foi a residência do antigo governador (mais conhecida, atualmente, como casa de Colombo), visitada por Cristóvão Colombo durante sua primeira viagem à  América em 1492. Organiza-se em cinco áreas temáticas: América antes do Descobrimento, Colombo e suas viagens, Canárias: enclave estratégico e  base de experimentação  do Novo Mundo, História e gênese da cidade  de Las Palmas, e  pintura do século XVI até princípios do século XX.

## Património edificado
- Castelo de São Francisco

## Algumas personalidades de Las Palmas
| - Alfredo Kraus - Benito Pérez Galdós - Javier Bardem |  | - José Comas Quesada - Juan Negrín |